# Ellis Arnall
Ellis Gibbs Arnall, född 20 mars 1907 i Newnan i Georgia, död 13 december 1992 i Newnan i Georgia, var en amerikansk demokratisk politiker. Han var Georgias guvernör 1943–1947.
Arnall avlade 1931 juristexamen vid University of Georgia. År 1939 efterträdde han Manning Jasper Yeomans som Georgias justitieminister och efterträddes 1943 av T. Grady Head. Han efterträdde sedan Eugene Talmadge som Georgias guvernör och efterträddes 1947 av Herman Talmadge.
Georgia betalade sina skulder under Arnalls period som guvernör och reformer företogs både inom fångvården och utbildningssystemet. När Georgias röstningsförbud mot afroamerikaner i primärval förklarades grundlagsvidrigt, vägrade Arnall att vidta åtgärder till skillnad från andra sydstatsguvernörer som hade hamnat i en motsvarande situation. Han höll hellre tyst i rasfrågan, varför företrädaren Eugene Talmadge kallade honom "förrädare mot den vita rasen". Arnall hade fått beröm för sin politik utanför Georgia men ändå valdes hans fränaste kritiker Talmadge till hans efterträdare som guvernör. På den tiden fick inte den sittande guvernören ställa upp till omval i Georgia, något som Arnall förgäves hade försökt få ändring på. Talmadge avled en månad efter valsegern och efter en utdragen successionstvist efterträddes Arnall av Talmadges son.
Arnall avled 1992 och gravsattes på Oak Hill Cemetery i Newnan.